# Абубакирово
Абубаки́рово (баш. Әбүбәкир) — село в Хайбуллинском районе Башкортостана, входит в Фёдоровский сельсовет. Согласно переписи 2020 года население составляло 546 человек. Село основано есаулом Абубакиром 1771г.р., сыном Худайназара из д. Акназарово Хайбуллинского р-на Респ. Башкортостан. 

## Географическое положение
Расположено на юго-востоке республики на берегу реки Ташла. Расстояние до:
- районного центра (Акъяр): 18 км,
- центра сельсовета (Фёдоровка): 6 км,
- ближайшей ж/д станции (Сара): 74 км.

## Население
| 2002 | 2010 |
| ---- | ---- |
| 607  | ↗640 |

Национальный состав
Согласно переписи 2002 года, преобладающая национальность — башкиры (100 %).

## Религия
В селе есть мечеть Ихлас.